# Самарин, Юрий Петрович
Юрий Петрович Самарин (18 декабря 1936, Саратов — 5 апреля 2000, Самара) — учёный-математик, механик.

## Биография
В 1959 году окончил с отличием Куйбышевский индустриальный институт по специальности инженер-механик. Работая на Куйбышевском заводе «Металлист», прошёл путь от помощника мастера до заместителя начальника цеха.
После окончания аспирантуры в 1963 г. Ю. П. Самарин защищает кандидатскую диссертацию по физико-математическим наукам на тему «Решение некоторых задач математической физики, связанных с колебаниями тел с подвижными границами» и далее начинает заниматься проблемами реологического поведения материалов.
Затем Самарин работал в Самарском государственном техническом университете на должностях ассистента, старшего преподавателя, доцента, заведующего кафедрой, проректора по научной работе, а с 1985 г. по 1999 г. — ректора Самарского государственного технического университета. Доктор технических наук (1973), профессор.
С 1987 по 1999 годы он возглавлял Совет ректоров вузов Самарской области.
Им создано научное направление и научная школа по прочности и надёжности конструкций, которые открыли новые возможности в механике сред, деформируемых во времени, что позволило поставить и решить ряд актуальных фундаментальных и прикладных задач. Им получен новый класс уравнений состояния для сред со сложными реологическими свойствами, введены определяющие соотношения для конструкций как целого, развиты идеи агрегирования и декомпозиции конструкций, разработан метод индивидуального прогнозирования напряжённо деформированного состояния и оценки остаточного ресурса элементов конструкций.
Круг научных интересов Ю. П. Самарина не ограничивался проблемами реологии. У него имеется значительное число работ, относящихся к вопросам теории надёжности, к решению задач о разгоне оболочек под действием ударных волн, о прессовании сыпучих сред с наложением вибраций, о колебаниях в областях с переменными границами, о непараметрическом выравнивании экспериментальных данных и др.
С 1971 г. и до последнего времени Юрий Петрович Самарин заведовал кафедрой высшей и прикладной математики. За этот период кафедра стала опорной среди математических кафедр технических вузов области. При непосредственном участии Ю. П. Самарина в 1993 году через Учебно-методическое объединение университетов при факультете вычислительной математики и кибернентики Московского государственного университета в СамГТУ была открыта специальность «Прикладная математика и информатика».

## Награды
- Орден Трудового Красного Знамени
- Медаль «Ветеран труда»
- Почётная грамота Правительства Российской Федерации
- Заслуженный деятель науки и техники РСФСР